# Гоноховська сільська рада (Зав'яловський район)
Гоно́ховська сільська рада (рос. Гоноховский сельский совет) — сільське поселення у складі Зав'яловського району Алтайського краю Росії.
Адміністративний центр — село Гонохово.

## Населення
Населення — 1742 особи (2019; 1907 в 2010, 2302 у 2002).

## Склад
До складу сільської ради входять:
| Населений пункт    | Населення, осіб (2002) | Населення, осіб (2010) |
| ------------------ | ---------------------- | ---------------------- |
| Гонохово, село     | 2149                   | 1808                   |
| Добра Воля, селище | 153                    | 99                     |